# Cementerio de los Santos Inocentes
El cementerio de los Santos Inocentes (en francés: Cimetière des Saints-Innocents o Cimetière des Innocents) fue un cementerio que existió en París desde la Edad Media hasta finales del siglo XVIII. Fue el primer cementerio de la ciudad y el más extenso, a menudo utilizado para enterramientos colectivos. Se clausuró en 1780 a causa de la sobreexplotación mientras que en 1786 los cuerpos fueron exhumados y trasladados a unas canteras subterráneas en desuso cercanas a Montparnasse, conocidas como las Catacumbas. La plaza Joachim-du-Bellay en la zona de Les Halles ocupa hoy el emplazamiento del cementerio.
El nombre de este cementerio, que hace referencia a la masacre bíblica de los Inocentes, procede de la iglesia adyacente, consagrada a estos mártires, la cual actualmente también se encuentra desaparecida.

## Historia
Algunas fuentes describen el cementerio, entonces llamado Champeaux, y la iglesia asociada, ya en el siglo XII. Este se encontraba situado cerca del mercado central (ubicación original de Les Halles).
Durante el reinado de Felipe II el cementerio fue ampliado y rodeado por un muro de tres metros de altura. El cementerio de Los Inocentes había comenzado albergando solo sepulturas individuales, pero para entonces ya contaba con varias fosas comunes. Las personas eran enterradas juntas en la misma fosa, que podía llegar a contener hasta 1500 difuntos. Una vez llena la fosa en uso, se abría la siguiente.
En los siglos XIV y XV, para aliviar el hacinamiento de las fosas comunes, se construyeron estructuras arqueadas llamadas osarios o charniers a lo largo de las paredes del cementerio: se desenterraban los huesos de las tumbas y se depositaban en estos osarios.

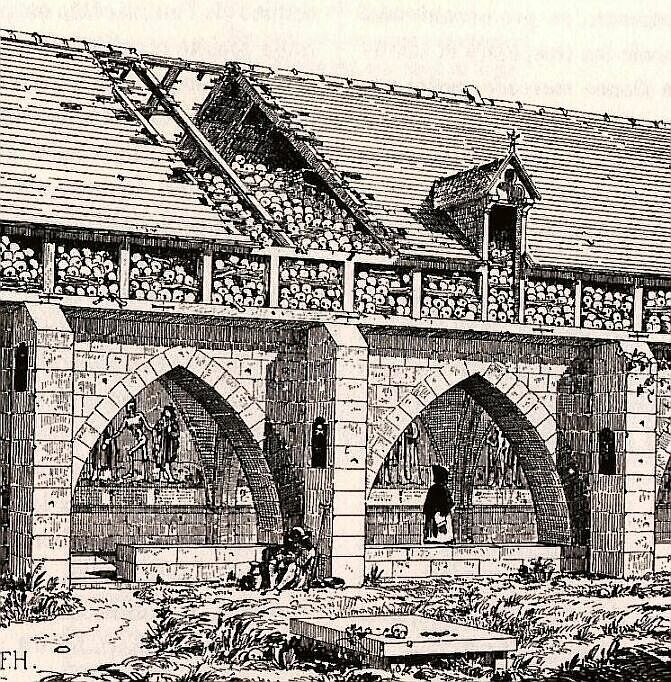
Osario con el mural de la Danza de la Muerte

Entre agosto de 1424 y la Cuaresma de 1425, durante la Alianza Anglo-Borgoñona y la regencia de Juan de Lancaster, Duque de Bedford tras la muerte de Enrique V de Inglaterra y Carlos VI de Francia, se pintó un mural de la Danza de la Muerte en la pared posterior de la arcada, bajo el osario al sur del cementerio. Fue una de las representaciones más antiguas y conocidas de este tema. El mural fue destruido en 1669, cuando este muro se demolió para ampliar el estrecho camino que lo rodeaba.
En el siglo XVI, el destacado anatomista Andrés Vesalio estudió los huesos de los cadáveres del cementerio.
Durante el reinado de Luis XV, inspectores oficiales registraron las dificultades de desarrollar actividades comerciales en la zona debido a las condiciones insalubres, causadas por el uso excesivo y la descomposición incompleta de los cuerpos.
Por temor a perder los beneficios que le reportaban los honorarios de los enterramientos, la iglesia se opuso a dos edictos de Luis XVI para trasladar los cementerios parroquiales fuera de la ciudad. Para reducir el número de inhumaciones, se aumentó el precio de los entierros. 
El 7 de mayo de 1780, se derrumbaron los muros del sótano de un mesón situado cerca del cementerio a causa del gran número de osamentas y cadáveres, cuyo peso y volumen hicieron ceder el muro de carga ( el nivel del suelo del cementerio sobrepasaba en 2,5 metros al de las calles adyacentes). A consecuencia de este incidente, el Parlamento aprobó el 4 de septiembre un edicto que prohibía enterrar cadáveres en Los Inocentes y en todos los demás cementerios de París. El cementerio de los Inocentes se cerró definitivamente en diciembre de 1780.
Los cuerpos fueron exhumados y los huesos trasladados a las catacumbas en 1786. Muchos cuerpos no estaban totalmente descompuestos y se habían convertido en depósitos de grasa. Durante la exhumación se recogió esta grasa, que posteriormente se utilizó para elaborar velas y jabón.

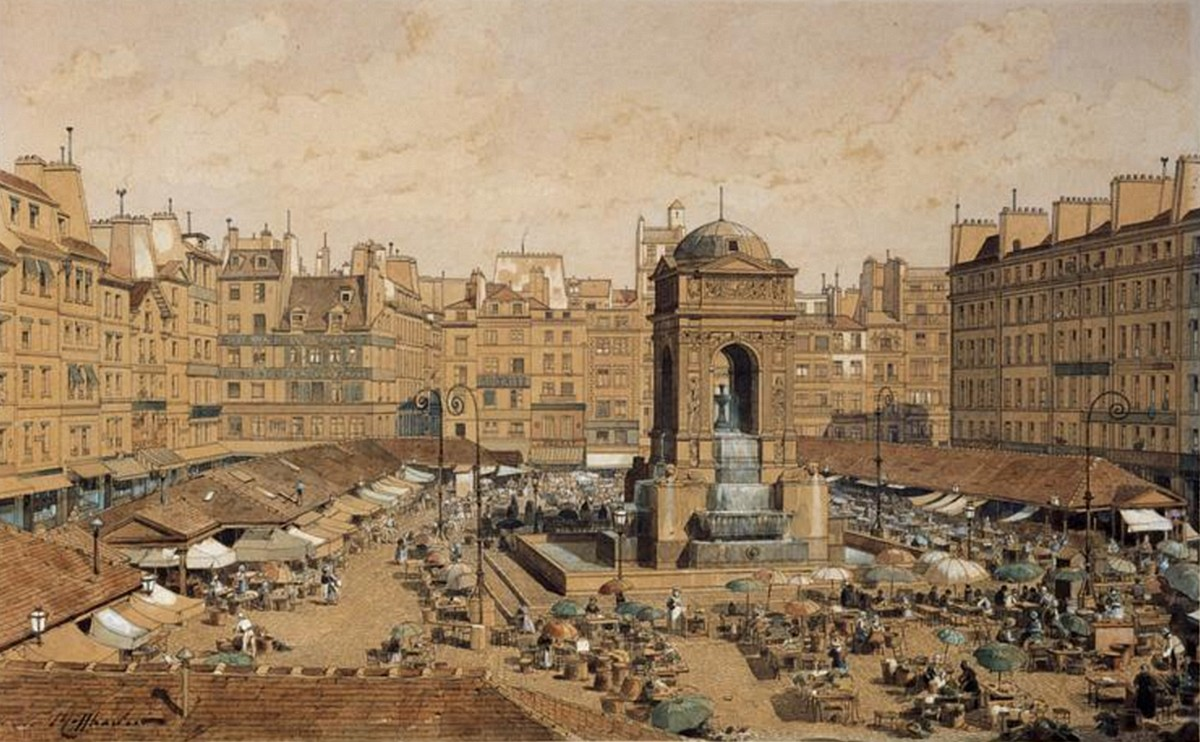
El mercado ubicado en la zona del cementerio de Los Inocentes en 1850

La iglesia fue derruida en 1787 y en el lugar del cementerio se instaló un mercado de hierbas y verduras. La Fuente de las Ninfas, construida en 1549 junto a la iglesia, fue desmantelada y reconstruida en el centro del nuevo mercado. Conocida actualmente como la Fuente de los Inocentes, aun se puede verse en la plaza Joachim-du-Bellay.
A clausura, el cementerio de los Santos Inocentes había albergado —entre la Edad Media y el siglo XVIII— cadáveres de 22 parroquias de París, fallecidos en el hospital Hôtel-Dieu, víctimas de la peste de 1380 y cuerpos no identificados provenientes de la morgue (ahogados en el Sena y fallecidos en la vía pública). Se estiman dos millones de parisinos enterrados en esta zona.

## En la ficción moderna
La destrucción de la iglesia y la eliminación del cementerio de Los Inocentes es el tema central de la novela Pure de Andrew Miller, ganadora del premio Costa en 2011.
En la novela Lestat el vampiro, de Anne Rice, Lestat encuentra al aquelarre de vampiros de Armand residiendo en el cementerio de los Inocentes, y allí permanecen hasta poco antes de que el cementerio sea finalmente destruido.
Aquí mismo, "en el lugar más maloliente de todo el reino", reconvertido ya en mercado, se sitúa el nacimiento de Jean-Baptiste Grenouille, protagonista de la novela El perfume, de Patrick Süskind.